# Oribatella molodovi
Oribatella molodovi är en kvalsterart som beskrevs av Krivolutsky 1971. Oribatella molodovi ingår i släktet Oribatella och familjen Oribatellidae. Inga underarter finns listade i Catalogue of Life.